# Geometrie eliptică
Geometria eliptică este un exemplu de geometrie în care postulatul paralelelor al lui Euclid nu este valabil. În schimb, la fel ca în geometria sferică, nu există drepte paralele, deoarece oricare două drepte trebuie să se intersecteze. Totuși, uneori se face deosebirea între geometria eliptică în care două drepte se intersectează într-un singur punct (cazul articolului de față) și geometria sferică, în care „dreptele” se intersectează în două puncte.
Apariția acestei geometrii în secolul al XIX-lea a stimulat dezvoltarea geometriilor neeuclidiene în general, inclusiv a geometriei hiperbolice.
Geometria eliptică are proprietăți care diferă de cele ale geometriei plane euclidiene clasice. De exemplu, suma unghiurilor interioare ale oricărui triunghi este întotdeauna mai mare de 180°.

## Definiții
În geometria eliptică două drepte perpendiculare pe o dreaptă dată trebuie să se intersecteze. De fapt, perpendicularele de pe o parte se intersectează toate într-un singur punct, numit polul absolut al acelor drepte. Perpendicularele de pe cealaltă parte se intersectează și ele într-un punct. Totuși, spre deosebire de geometria sferică, polii de pe cele două părți sunt unul și același. Acest lucru se datorează faptului că în geometria eliptică nu există puncte antipodale. De exemplu, acest lucru se realizează în modelul hipersferic (descris mai jos) făcând ca „punctele” din geometria eliptică să fie de fapt perechi de puncte opuse pe o sferă. Motivul pentru care se face acest lucru este că permite geometriei eliptice să satisfacă axioma că există o dreaptă unică care trece prin oricare două puncte.
Orice punct corespunde unei drepte polare absolute, punct care este polul absolut al acelei drepte. Orice punct de pe această dreaptă polară formează o pereche conjugată absolută cu polul. O astfel de pereche de puncte este ortogonală, iar distanța dintre ele este un cvadrant.
Distanța dintre o pereche de puncte este proporțională cu unghiul dintre polarele lor absolute.
După cum a explicat H.S.M. Coxeter:
„Denumirea  de „eliptică” este posibil să inducă în eroare. Nu implică nicio legătură directă cu curba numită elipsă, ci este doar o analogie, destul de exagerată. O conică centrală se numește elipsă sau hiperbolă, după cum nu are nicio asimptotă sau are două asimptote. Analog, se spune că un plan neeuclidian este eliptic sau hiperbolic, în funcție de faptul că dreptele sale nu conțin un punct de la infinit sau conțin două puncte de la infinit.”

## În spațiul bidimensional

### Planul eliptic
Planul eliptic este planul proiectiv real⁠(d) prevăzut cu o metrică. Johannes Kepler și Gérard Desargues au folosit proiecția gnomonică pentru a raporta un plan σ la puncte de pe o emisferă tangentă la aceasta. Cu O în centrul emisferei, un punct P în σ determină o dreaptă OP care intersectează emisfera și orice dreaptă L ⊂ σ determină un plan OL care intersectează emisfera în jumătate de cerc mare. Emisfera este delimitată de un plan prin O și paralelă cu σ. Nicio dreaptă obișnuită a lui „σ” nu corespunde acestui plan; în schimb, o dreaptă de la infinit este atașată la σ. Ca orice dreaptă din această extensie a σ, corespunde unui plan prin O și, deoarece orice pereche de astfel de plane se intersectează într-o dreaptă prin O, se poate concluziona că orice pereche de drepte din extensie se intersectează: punctul de intersecție se află acolo unde intersecția cu planul întâlnește σ sau dreapta de la infinit. Astfel, axioma geometriei proiective, care necesită ca toate perechile de drepte dintr-un plan să se intersecteze, este confirmată.
Fiind date P și Q din σ, distanța eliptică dintre ele este măsura unghiului POQ, luată de obicei în radiani. Arthur Cayley a inițiat studiul geometriei eliptice când a scris Despre definiția distanței. Această aventurare în geometria abstractă a fost urmată de Felix Klein și Bernhard Riemann conducând la geometria neeuclidiană și geometria riemanniană⁠(d).

### Comparație cu geometria euclidiană

Comparația geometriilor eliptică, euclidiană și hiperbolică în spațiul bidimensional

În geometria euclidiană, o figură poate fi mărită sau redusă oricât, iar figurile rezultate sunt asemenea, adică au aceleași unghiuri și aceleași proporții interne. Nu este cazul în geometria eliptică. De exemplu, în modelul sferic se poate observa că distanța dintre oricare două puncte trebuie să fie strict mai mică de jumătate din circumferința sferei (deoarece sunt identificate puncte antipodale). Prin urmare, un segment de dreaptă nu poate fi mărit la infinit. Un geometru care măsoară proprietățile geometrice ale spațiului în care locuiește poate detecta, prin măsurători, că există o anumită scară de distanță care este o proprietate a spațiului. La scări mult mai mici decât aceasta, spațiul este aproximativ plat, geometria este aproximativ euclidiană, iar figurile pot fi mărite în sus și în jos, rămânând aproximativ similare.
O mare parte din geometria euclidiană se preia în geometria eliptică direct. De exemplu, primul și al patrulea dintre postulatele lui Euclid, că există o dreaptă unică între oricare două puncte și că toate unghiurile drepte sunt egale, sunt valabile și în geometria eliptică. Al treilea postulat, că se poate construi un cerc cu orice centru și rază date, eșuează dacă „orice rază” înseamnă „orice număr real”, dar este valabil dacă înseamnă „lungimea oricărui segment de dreaptă dat”. Prin urmare, orice rezultat în geometria euclidiană care decurge din aceste trei postulate va fi valabil și în geometria eliptică, cum ar fi propoziția 1 din cartea I a Elementelor, care afirmă că, pentru orice segment de dreaptă se poate construi un triunghi echilateral cu segmentul drept bază.
Geometria eliptică este asemănătoare cu geometria euclidiană și prin faptul că spațiul este continuu, omogen, izotrop și nemărginit. Izotropia este garantată de al patrulea postulat, că toate unghiurile drepte sunt egale. Pentru un exemplu de omogenitate, propoziția I.1 a lui Euclid afirmă că un același triunghi echilateral poate fi construit în orice loc, nu doar în locuri care sunt particulare în vreun fel. Nemărginirea decurge din al doilea postulat, extensibilitatea unui segment de dreaptă.
Un mod în care geometria eliptică diferă de geometria euclidiană este că suma unghiurilor interioare ale unui triunghi este mai mare de 180°. De exemplu în modelul sferic, un triunghi poate fi construit cu vârfuri în locurile în care cele trei axe de coordonate carteziene pozitive intersectează sfera și toate cele trei unghiuri interne ale acesteia sunt de 90°, însumând 270°. Pentru triunghiuri suficient de mici, excedentul peste 180° poate fi redus oricât.
Teorema lui Pitagora nu este valabilă în geometria eliptică. În triunghiul 90°–90°–90° descris mai sus, toate cele trei laturi au aceeași lungime, prin urmare nu satisfac condiția {\displaystyle a^{2}+b^{2}=c^{2}}. Rezultatul pitagoreic este regăsit la limită pentru triunghiurile mici.
Raportul dintre circumferința unui cerc și aria sa (de fapt aria discului) este mai mic decât în geometria euclidiană. În general, aria și volumul nu se scalează prin a doua și a treia putere a dimensiunilor liniare.

## În spațiul eliptic (tridimensional)
Notă: Această secțiune folosește termenul de „spațiu eliptic” pentru a se referi în mod specific la geometria eliptică tridimensională. Acest lucru diferă de secțiunea anterioară, care era despre geometria eliptică bidimensională. Pentru a clarifica acest spațiu se folosesc cuaternioni.
Spațiul eliptic poate fi construit similar cu construcția spațiului vectorial tridimensional: cu clase de echivalență. Se folosesc arce direcționate pe cercurile mari ale sferei. După cum segmentele de dreaptă direcționată sunt echipolente când sunt paralele, de aceeași lungime și orientate asemenea, arcele direcționate aflate pe cercuri mari sunt echipolente atunci când sunt de aceeași lungime, orientare și mari cercuri. Aceste relații de echipolență produc spațiul vectorial tridimensional, respectiv, spațiul eliptic.
Structura spațială eliptică este tratată de algebra vectorială a lui William Rowan Hamilton: el a imaginat o sferă ca un domeniu de rădăcini pătrate ale lui –1. Apoi formula lui Euler {\displaystyle \exp(\theta r)=\cos \theta +r\sin \theta } (unde r este pe sferă) reprezintă un cerc mare în planul care conține 1 și r. Punctele opuse r și –r corespund unor cercuri direcționate în sensuri opuse unul față de altul. Un arc între θ și φ este echipolent cu unul între 0 și φ – θ. În spațiul eliptic, lungimea arcului este mai mică decât π, deci arcele pot fi parametrizate cu θ în [0, π) sau (–π/2, π/2].
Pentru {\displaystyle z=\exp(\theta r),\ z^{*}=\exp(-\theta r)\implies zz^{*}=1.} Se spune că modulul sau norma lui z este 1 (Hamilton l-a numit tensorul lui z). Dar, deoarece r ia valori pe o sferă în spațiul tridimensional, {\displaystyle \exp(\theta r)} ia valori pe o sferă din spațiul cvadridimensional, numită acum 3-sferă, deoarece suprafața sa este tridimensională. Hamilton și-a numit algebra cuaternionică și ea a devenit rapid un instrument util și apreciat al matematicii. Spațiul său cvadridimensional este dezvoltat în coordonatele polare {\displaystyle t\exp(\theta r),} cu t fiind un număr real pozitiv.
Când se face trigonometrie pe Pământ sau pe sfera cerească, laturile triunghiurilor sunt arce de cercuri mari. Primul succes al cuaternionilor a fost o legare a trigonometriei sferice de algebră. Hamilton a numit cuaternionul cu norma 1 versor, iar acestea sunt punctele spațiului eliptic.
Cu  r fixă, versorii
{\displaystyle e^{ar},\quad 0\leq a<\pi }
formează o dreaptă eliptică. Distanța de la {\displaystyle e^{ar}} la 1 este a. Pentru un versor oarecare u, distanța va fi acel θ pentru care {\displaystyle \cos \theta =(u+u^{*})/2} deoarece aceasta este formula pentru partea scalară a oricărui cuaternion.
O mișcare eliptică este descrisă de aplicația cuaternilor
{\displaystyle q\mapsto uqv,} unde u și v sunt versori ficși.
Distanțele dintre puncte sunt aceleași ca și între punctele imaginii unei mișcări eliptice. În cazul în care u și v sunt cuaternioni conjugați (unul față de altul), mișcarea este o rotație în spațiu⁠(d), iar partea lor vectorială este axa de rotație. În cazul u = 1 mișcarea eliptică se numește deplasare Clifford la dreapta. Cazul v = 1 corespunde deplasării Clifford la stânga.
Dreptele eliptice prin versorul u pot avea forma
{\displaystyle \lbrace ue^{ar}:0\leq a<\pi \rbrace } sau {\displaystyle \lbrace e^{ar}u:0\leq a<\pi \rbrace } pentru r fix. Acestea sunt deplasări Clifford la dreapta și la stânga ale u de-a lungul unei drepte eliptice prin 1. Spațiul eliptic este format din S3 prin contopirea punctelor antipodale.
Spațiul eliptic are structuri speciale numite paralele Clifford și suprafețe Clifford.
Pentru o reprezentare alternativă a spațiului punctele versori ale spațiului eliptic sunt aplicate prin transformarea Cayley⁠(d) pe {\displaystyle \mathbb {R} ^{3}}.

## Spații din dimensiuni superioare

### Modelul hipersferic
Modelul hipersferic este generalizarea modelului sferic la dimensiuni superioare. Punctele spațiului eliptic n-dimensional sunt perechile de versori (x, −x) din Rn+1, adică perechi de puncte antipodale de pe suprafața bilei unitate în spațiul (n+1)-dimensional (hipersfera n-dimensională). Dreptele din acest model sunt cercuri mari, adică intersecții ale hipersferei cu suprafețe plane n-dimensionale care trec prin origine.

### Geometria eliptică proiectivă
În modelul proiectiv al geometriei eliptice, punctele spațiului proiectiv real⁠(d) n-dimensional sunt folosite ca puncte ale modelului. Aceasta modelează o geometrie eliptică abstractă care este cunoscută și sub numele de geometrie proiectivă.
Punctele spațiului proiectiv n-dimensional pot fi identificate cu drepte prin origine în spațiul (n+1)-dimensional. și pot fi reprezentate neunic prin vectori nenuli în Rn+1, cu înțelesul că u și λu, pentru orice scalari nenuli λ, reprezintă același punct. Distanța este definită folosind metrica
{\displaystyle d(u,v)=\arccos \left({\frac {|u\cdot v|}{\|u\|\ \|v\|}}\right);}
adică distanța dintre două puncte este unghiul dintre dreptele lor corespunzătoare în Rn+1. Formula distanței este omogenă în fiecare variabilă, cu d(λu, μv) = d(u, v) dacă λ și μ sunt scalari nenuli, deci definește o distanță pe punctele spațiului proiectiv.
O proprietate notabilă a geometriei eliptice proiective este că pentru dimensiuni pare, cum ar fi planul, geometria este neorientabilă. Acesta elimină deosebirea dintre rotația în sensul acelor de ceasornic și în sens invers acelor de ceasornic prin contopirea acestora.

### Model stereografic
Un model reprezentând același spațiu ca și modelul hipersferic poate fi obținut prin intermediul proiecției stereografice. Fie En să reprezinte Rn ∪ {∞}, adică spațiu real n-dimensional extins cu un singur punct de la infinit. Se poate defini o metrică, metrica coardelor, pe En prin
{\displaystyle \delta (u,v)={\frac {2\|u-v\|}{\sqrt {(1+\|u\|^{2})(1+\|v\|^{2})}}}}
unde u și v sunt doi vectori oarecare din Rn iar {\displaystyle \|\cdot \|} este norma euclidiană obișnuită. Se definește și
{\displaystyle \delta (u,\infty )=\delta (\infty ,u)={\frac {2}{\sqrt {1+\|u\|^{2}}}}.}
Rezultă un spațiu metric pe En, care reprezintă distanța de-a lungul unei coarde a punctelor corespunzătoare de pe modelul hipersferic, care se aplică bijectiv pe proiecția stereografică. Se obține un model de geometrie sferică dacă se folosește metrica
{\displaystyle d(u,v)=2\arcsin \left({\frac {\delta (u,v)}{2}}\right).}
Geometria eliptică se obține din aceasta prin contopirea punctelor antipodale u și {\displaystyle -u/\|u\|^{2}} și luând ca distanța de la v până la această pereche să fie minimul distanțelor de la v la fiecare dintre aceste două puncte.

## Autoconsistență
Deoarece geometria eliptică sferică poate fi modelată ca, de exemplu, un subspațiu sferic al unui spațiu euclidian, rezultă că, dacă geometria euclidiană este autoconsistentă, la fel este și geometria eliptică sferică. Prin urmare, nu este posibil să se demonstreze postulatul paralelelor pe baza celorlalte patru postulate ale geometriei euclidiene.
Alfred Tarski a demonstrat că geometria euclidiană elementară este completă: există un algoritm care poate arăta despre orice propoziție că este adevărată sau falsă. (Acest lucru nu încalcă teorema lui Gödel⁠(d), deoarece geometria euclidiană nu poate descrie o cantitate suficientă de aritmetică (în sens Peano) pentru ca teorema să se aplice.) Prin urmare, rezultă că geometria eliptică elementară este și ea autoconsistentă și completă.